# Adrian Schiller
Adrian Schiller (Londres, 21 de febrero de 1964-3 de abril de 2024), fue un actor y activista  del Reino Unido conocido por interpretar al caballerizo de la Reina Victoria del Reino Unido, Penge en la serie Victoria.

## Carrera actoral
Schiller tuvo su primer papel televisivo como Gold en el primer episodio de la serie de televisión Hot Suspect - Operation Nadine. Luego apareció en varias películas y series de televisión, incluyendo The Bill, Being Human, Terry Pratchett - Off the Post, Doctor Who y La Biblia.
En 2014 interpretó a Caifás en la película Hijo de Dios.
Además de varios papeles en cine y televisión, Adrian Schiller también actuó en el teatro. En 2011 interpretó un papel en la obra The Veil en el National Theatre de Londres. En 2013 interpretó a Dalí en la obra Hysteria en el Hampstead Theatre de Londres. En 2014 interpretó al reverendo Hale en la obra The Crucible en el Old Vic de Londres.
En el 2016, interpretó al caballerizo de la reina Victoria, Penge, personaje de ficción en la serie del mismo nombre.
En 2021 interpretó a Pasha Verdinikov en dos episodios de Crimen en el paraíso.

## Filantropía
Schiller hizo campaña contra la conducción bajo los efectos del alcohol. En diciembre de 2008, un anuncio suyo ganó el premio BTACA al mejor reparto.

## Filmografía
- The Hour We Knew Nothing of Each Other (2008, obra de teatro)
- Terry Pratchett's Going Postal (2010) (cast as the Banshee, Mr Gryle)
- Being Human (Temporada 2, 2010)
- A Touch of Frost
- A Little Chaos (2014)
- The Danish Girl (2015)
- Suffragette (2015)
- Beauty and the Beast (2017)
- Doctor Who (2011, episodio "The Doctor's Wife")
- The Mercy (2017)
- Victoria (2016-2017)[8]
- The Last Kingdom (2018-2022)